# Spitzer Turm (Wertheim)

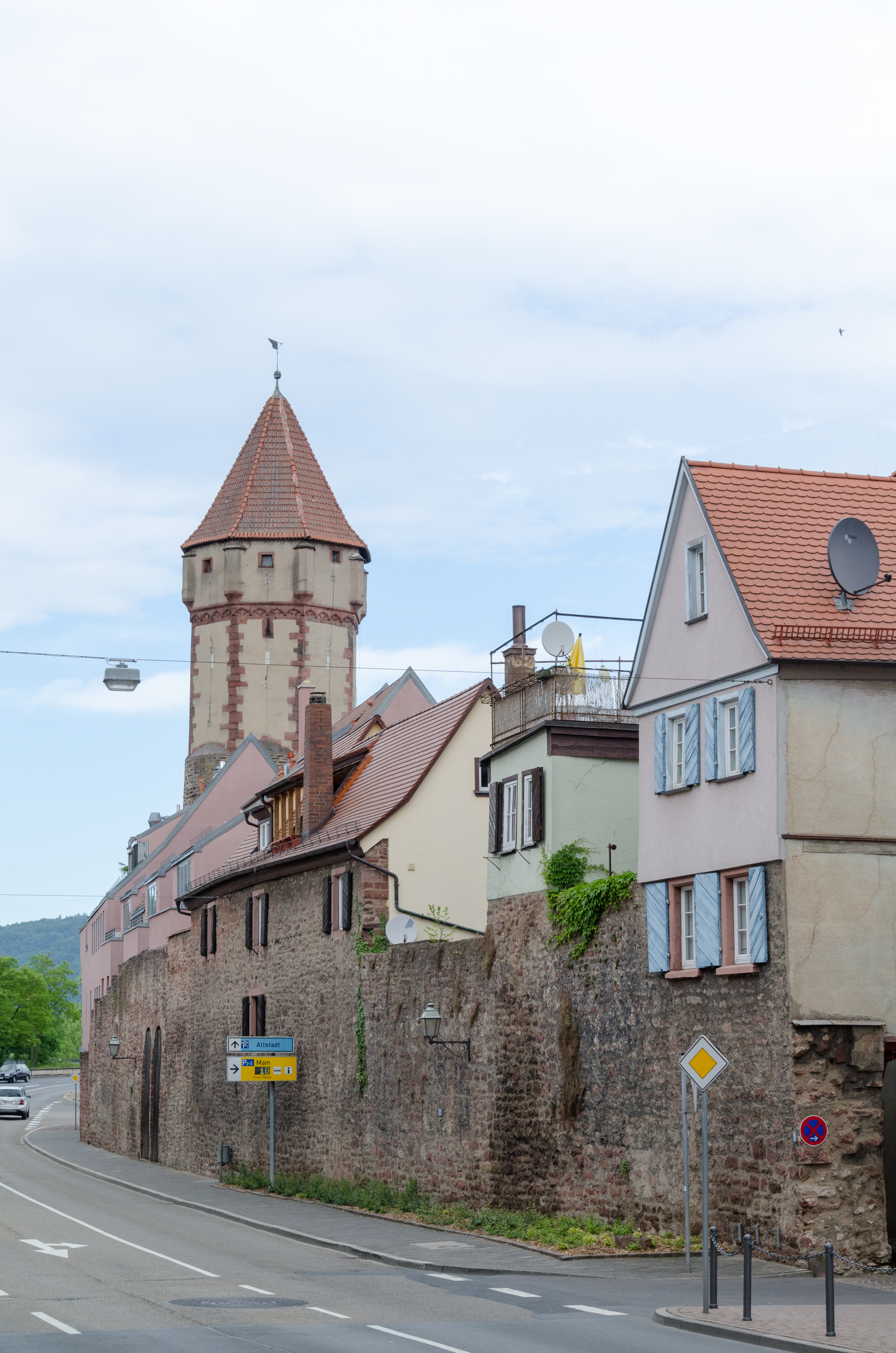
Rechte Tauberstraße mit dem Spitzen Turm

Der Spitze Turm liegt in Wertheim im Main-Tauber-Kreis in Baden-Württemberg. Der als Wach- und Wartturm errichtete Bau steht unter Denkmalschutz.

## Lage
Der Spitze Turm liegt am Mainplatz 2 (Flstnr. 619/17) an der sogenannten Mainspitze, an der Mündung der Tauber in den Main.

## Geschichte

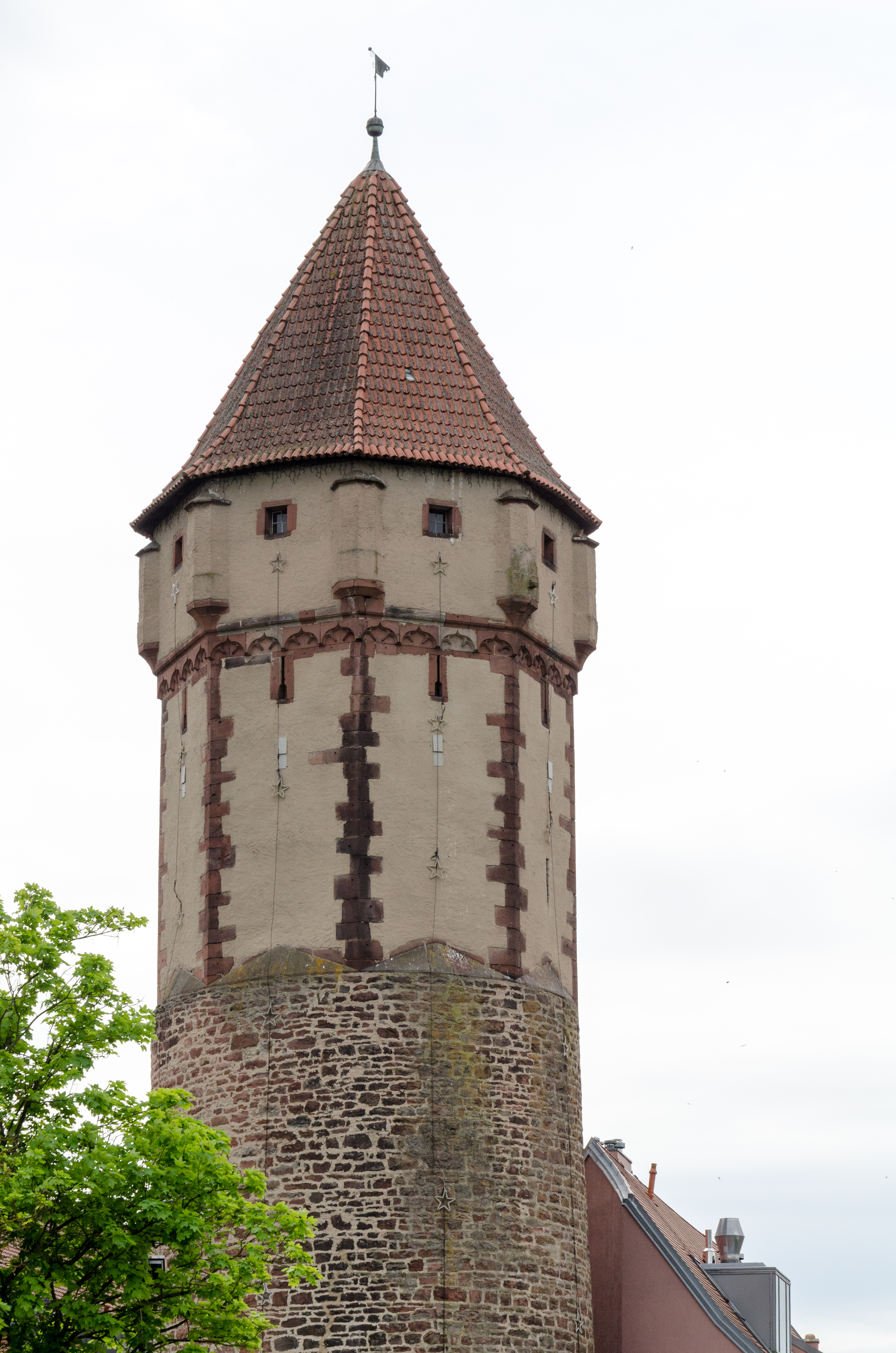
Ansicht des Spitzen Turms

Der runde Unterbau des Turms wurde um 1180 errichtet, der Oberbau um 1450. Ursprünglich war der ehemalige Wartturm in die zwischen 1200 und 1400 errichtete Befestigung der Kernstadt Wertheims miteinbezogen.
Daneben diente der Turm auch als Gefängnis für „Trunkenbolde“ und „zänkische Weiber“.
Als frühestes bauliches Zeugnis der späteren Stadtanlage zu Füßen der Burg hat der Turm einen sehr hohen Zeugniswert für die Siedlungs- und Verteidigungsgeschichte Wertheims. Für das Stadtbild, vor allem für das Main- und das Tauberprospekt ist der Spitze Turm zudem bis heute von elementarer Bedeutung. In den Jahren 2004/2005 wurde eine Mauerwerksanierung und Neuerrichtung der angrenzenden Bebauung entlang der Rechten Tauberstraße durchgeführt.

## Architektur
Der runde Unterbau des Turms wurde aus Hausteinen errichtet, der weitgehend verputzte Oberbau dagegen achteckig mit abschließendem, sandsteinernem Kranzgesims und Eckquaderungen sowie vorspringenden Pechnasen und einem bekrönenden Zeltdach angelegt. Mit dem Oberbau wurde eine bestehende Neigung des Unterbaus ausgeglichen.
Der Spitze Turm ist 36,5 Meter hoch, wobei der Eingang in 10 Metern Höhe nur über eine Leiter zu erreichen war. Er ist nach § 28 (Gebäude) des baden-württembergischen Denkmalschutzgesetzes geschützt.